# Suljuktocossus coloratus
Suljuktocossus coloratus  (лат.) — ископаемый вид цикадовых полужесткокрылых насекомых рода Suljuktocossus (семейство Palaeontinidae). Обнаружен в юрских отложениях Китая: (Daohugou Formation, келловейский ярус, возраст около 160 млн лет).

## Описание
Крупного размера ископаемые полужесткокрылые, которые были описаны по отпечаткам, длина переднего крыла 35,0 мм, ширина 16,0 мм (размеры заднего крыла — 26,6×18,9 мм).
Вид Suljuktocossus coloratus был впервые описан в 2006 году китайскими палеоэнтомологами Б. Ваном и Х. Чжаном (B. Wang, H. C. Zhang).
Таксон Suljuktocossus coloratus включён в состав рода Suljuktocossus Becker-Migdisova 1949 вместе с видами Suljuktocossus yinae, Suljuktocossus prosboloides Becker-Migdisova 1949, Suljuktocossus chifengensis.